# Pelecotheca flavipes
Pelecotheca flavipes là một loài ruồi trong họ Tachinidae.